# Суттер, Луи
Луи́ Сутте́р (фр. Louis Soutter, 4 июня 1871, Морж, Швейцария — 20 февраля 1942, Баллег, Швейцария) — швейцарский живописец и график, близкий к ар-брют (фр. Art Brut — грубое, необработанное искусство — термин, введённый французским художником Жаном Дюбюффе для описания картин, рисунков и скульптур, созданных непрофессиональными мастерами).

## Биография
Родился 4 июня 1871 в обычной швейцарской семье: отец — фармацевт, мать — преподавательница музыки в Высшей женской школе г. Морж (под Лозанной). Отец Луи Суттера владел аптекой. Мальчик растет одарённым ребёнком. С раннего возраста он прекрасно понимает все науки и блестяще учится. В 1888—1890 годах углубляет свои знания на факультете математики и естественных наук в Лозанне. Правда, по описанию одного из его однокурсников, Луи выглядит «одиноким», «беспокойным», «далёким от реальности». В 1890 году он изучает инженерию в университете Лозанны. Через два года Луи интересуется архитектурой в Женеве, и в то же время занимается изучением музыки в Королевской консерватории в Брюсселе, в Бельгии. Его учителем был известный музыкант, скрипач-виртуоз, Эжен Изаи. Луи тоже начинает выступать как скрипач, и становится первой скрипкой в оркестре Театра Женевы. В конце 1895 года он переезжает в Париж, где работает до 1896—1897 года в студии Жан-Поля Лорана и Бенжамена Констана. После работы посещает вечерние классы в Академии Коларосси.
Через некоторое время Луи встречает Медж Ферсман, красивую молодую американскую скрипачку, которая также, как и Луи Суттер, училась у Эжена Изаи скрипке. В 1897 молодая пара переезжает в США, чтобы открыть архитектурное бюро. После трех месяцев пребывания в Чикаго, они поселились в Колорадо-Спрингс. В 1898 году Луи становится директором департамента искусств колледжа в Колорадо. Его курсы живописи выделяется большим успехом. Луи живёт в счастливом браке, поднимаясь по карьерной лестнице. С 1900 по 1904 Суттер путешествует восемь раз в родную Швейцарию. 26 января 1903, во время его очередного отъезда, его жена подает заявление о разводе. Так как у них не было детей, алименты от Луи не требовались. Медж просила о возобновлении своей девичьей фамилии, чего в будущем и добилась, став, к тому же, вполне состоятельной бюрократической вдовой. Всё это происходило в отсутствии Луи. Вернувшись, Суттер был поражён всем произошедшим. У него не осталось ни жены, ни дома, ни денег. В 1906 году Мишель Тевоз так описал его состояние:

Луи Суттер был в плачевном состоянии, физически и психически разрушенный, истощенный, полностью исчерпанный, не в состоянии сосредоточить своё внимание на чём-нибудь.

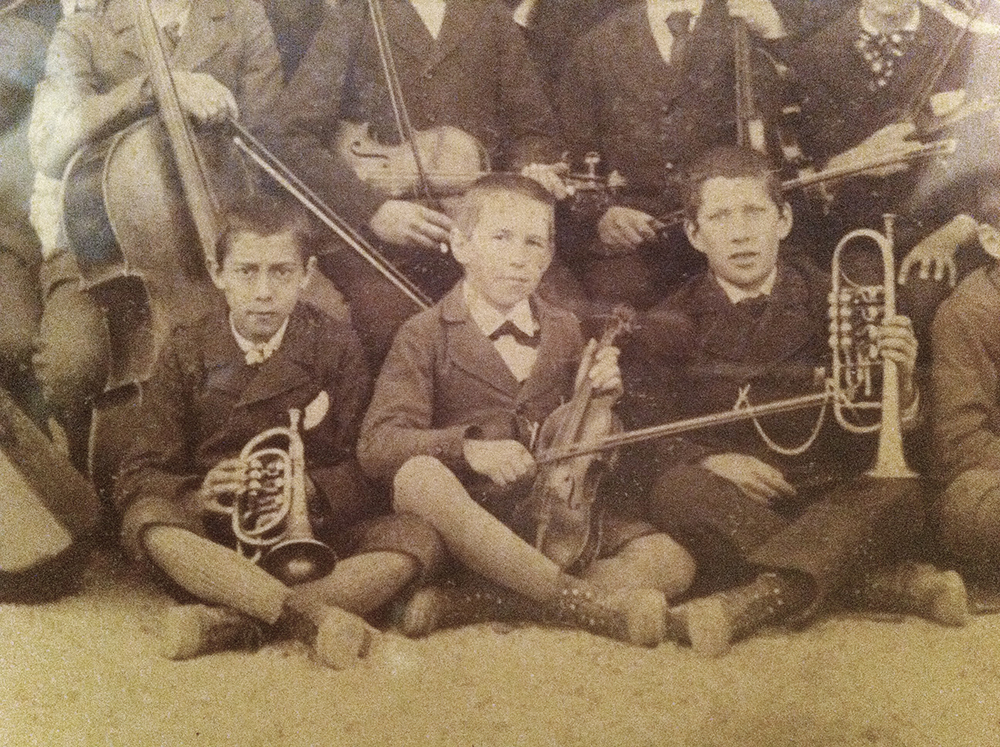
Суттер Луи, музыкант оркестра «La Récréation», в центре. 1883 г.

Анри Суттер, дядя Луи по материнской линии, будучи хорошим доктором, пытается ему помочь, и даёт племяннику временный приют. Видя плачевное состояние Луи, Анри отправляет его в психиатрическую клинику в городе Шпиц, в Швейцарии. Там Суттер работает в саду, и дает уроки игры на скрипке.
После года пребывания в клинике, состояние Луи улучшается. В 1907 году он переезжает в Женеву, где вновь становится на роль первой скрипки в оркестре театра. И хоть жизнь начинала налаживаться, музыкант остается нелюдим и презирает мир. Из-за проблем с дисциплиной его понижают до роли второй скрипки. В 1908 году он играет в симфоническом оркестре Лозанны. Получая зарплату, он сразу расходует деньги на проживание в роскошных отелях и на дорогую одежду. Луи дарит очень щедрые подарки родным и знакомым. Носит шёлковые рубашки, покупает все новые и новые галстуки. По словам семьи, он имел ярко выраженный вкус к костюмам. Его склонность к роскоши являлась сильным контрастом по сравнению с отказом практически на все продукты питания. 1915 год знаменует собой окончание его музыкальной карьеры в Женеве. С того времени он начинает бродить по городу, выступая со скрипкой на улице, на разных праздниках, в кафе и театрах. Его походка изменилась — это становится заметно во время его частых дневных и ночных скитаний. Он ходит, опустив голову в плечи, согнув колени, как будто едет на велосипеде, и остается незамеченным.
В 1916, его сестра внезапно умирает. По слухам, обстоятельства её смерти были близки к самоубийству. Луи окончательно уходит в себя. Семья берет его под свою опеку. В результате, Луи начинает жить за счет своей семьи. Работает нерегулярно, с 1918 года играет в немом кино. Семья больше не поддерживает Луи, каждый день в доме скандалы.
В 1922 году его принимают в дом престарелых недалеко от Лозанны. Здесь Луи Суттер проводит свои последние девятнадцать лет жизни. Там он глубоко несчастен, и как только удается, он сбегает и бродит пешком по области в течение нескольких дней. В доме престарелых часто закрывают глаза на его побеги. Мало кто интересуется его жизнью. Только двоюродный брат Ле Корбюзье часто контактировал с Луи Суттером.
Но в доме престарелых Луи не стоит на месте и начинает рисовать. Рисует любыми подручными средствами, на различных документах, в течение девятнадцати лет. В результате обмена письмами с 1927 по 1936 год, Суттер посылает Ле Корбюзье около 500 рисунков. Ле Корбюзье в свою очередь пытается устроить выставку картин Луи в галерее Парижа в 1931 году, но эти идеи не были реализованы. В последние годы жизни у Луи резко ухудшается зрение, наступает паралич пальцев. Умирает Луи Суттер 20 февраля 1942 года, в возрасте 71 года. Его тело похоронено недалеко от родной Лозанны, в Баллеге (Швейцария).

## Личность
Луи Суттер, как и многие другие швейцарские художники того времени, признан нонконформистом, так как его работы выделялись высокой оригинальностью и сильно отличались от однообразных серых картин, признанных обществом. Окружающие считали Луи замкнутым человеком, но он умел правильно выразить свои чувства в своих творениях, являлся представителем экспрессионизма.
Луи Суттер занимался музыкой, живописью, архитектурой, немым кино — что говорит о нём, как о творческой личности. Существует спорная теория Альфреда Бадера, который утверждает, что Суттер был шизофреником, однако у него есть также предположение, что его жизнь и деятельность были попыткой противостоять давлению общества.
Луи не боялся трудностей, работал одержимо, ни о чём не думая, кроме своей работы. В конце жизни, когда казалось, что недуги сломят его, Суттер начал использовать их в свою пользу. При резком ухудшении зрения, Луи оправдывался, что у него полностью обновился визуальный мир. С появление атеросклероза, парализованные пальцы он использовал в качестве кистей. Его фантазия была безгранична. В своих творениях Луи ставил под вопрос всё то, что узнал при жизни и пользовался полной свободой действий. Так же, его творчество опиралось на цель показать все искушения жизни. Луи Суттер чувствовал себя виновным в чём-то, поэтому часто наказывал своё тело, отказываясь от еды.

## Творчество
Луи Суттер был очень разносторонним человеком и рисовал всё что видел и не видел. На картинах были изображены: изображения природы (пейзажи, цветы, животные), фрукты, овощи, сцены из повседневной жизни, мифологические и библейские истории. Важную роль отыгрывали женщины, особенно женские обнажённые натуры. Лица, улыбки, раны, ангелы и боги, монстры, греческие храмы, архитектурные иллюстрации также присутствовали в разные периоды его творчества. Кроме того, возникают декоративные рисунки и книжные иллюстрации.
Работы Луи Суттера принято подразделять на три периода:
Первый период «Спецификация» (1903—1930). В это время появляются тысячи произведений. Луи использовал простые тетради для своих рисунков. В тот момент рисовал преимущественно людей, природу и архитектурные строения, классические и библейские сцены. С самого начала в его работах было видно традиционное обучение, работы не отличались оригинальностью. Только в очень немногих произведений с 1904 года — после смерти его отца — по 1906 год мы находим поразительные переломы в его обычных академических представлениях.
Второй период «Маньеризм» (1930—1937). Период посвящён человеческим лицам и фигурам. Формат его произведений расширился. Произведения этого времени отличались от первого периода более независимым стилем. Огромные черепа и тревожное выражение лиц передают чувство боли и травматических мучений не только героев картин, но и самого художника.
Третий период «Живопись пальцем» (1937—1942). Отказ от пера и кисти, когда он рисует пальцами даже на земле. Из-за атеросклероза, Луи применяет краски непосредственно со своих пальцев, перенося краски на бумагу. Линии на картинах стали более яростные, и контраст между светлыми и тёмными был усилен. Все чаще Луи Суттер использует тему распятия в качестве метафоры своих страданий и отчуждения, сравнивая их с кровью Христа.
Художник передаёт сцены повседневной жизни, которые вдохновляют его, вкладывая в картину большое символическое значение. Поначалу, из-за, на первый взгляд, простых рисунков, такие как Жан Дюбюффе считали Луи Суттера представителем «примитивного» искусства, то есть художником, который отказался от всех связей с культурным наследием. Позже Жан Дюбюффе изменил свою позицию, ведь графическое мастерство Суттера было огромным, несмотря на его отклонение от пути обычного, традиционного искусства.

## Галерея

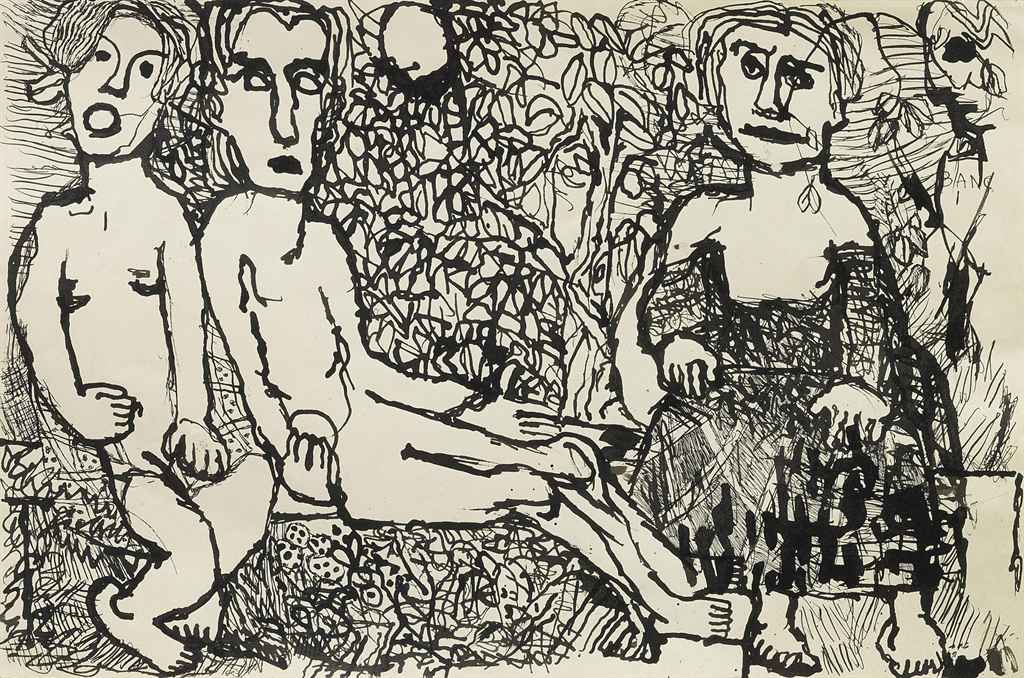
женщины на скамейке
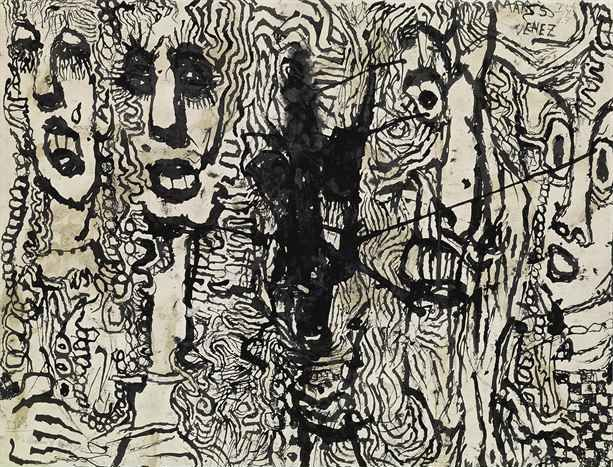
Влюбленные
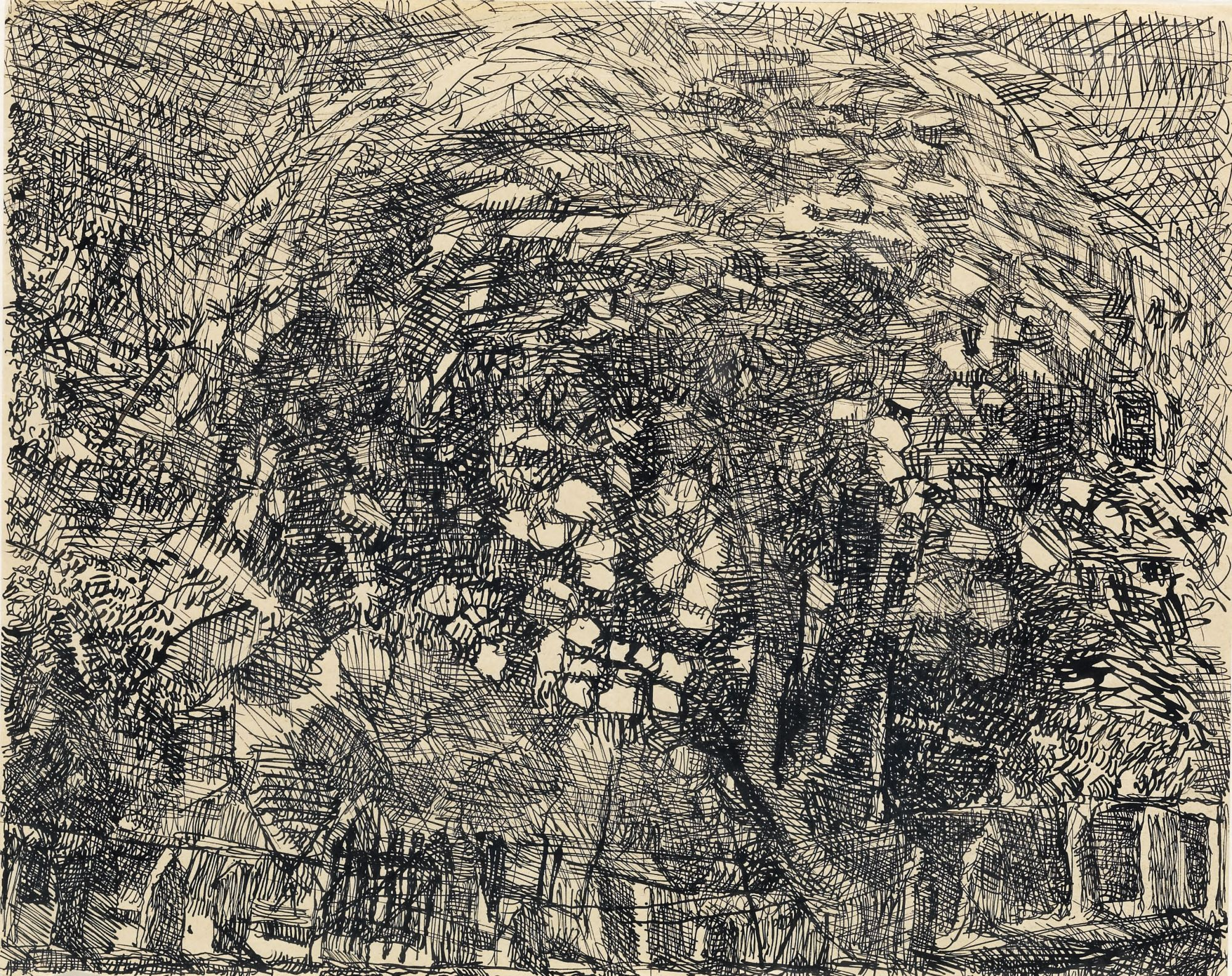
Цветы бузины
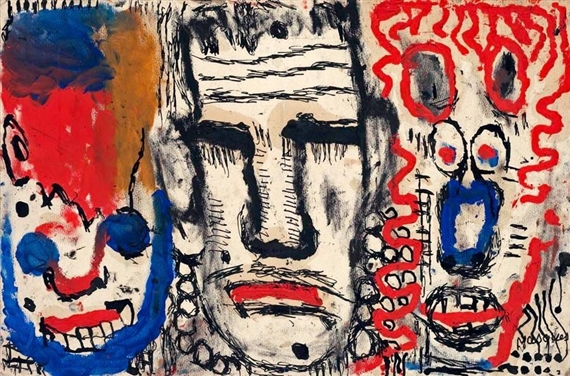
Маска
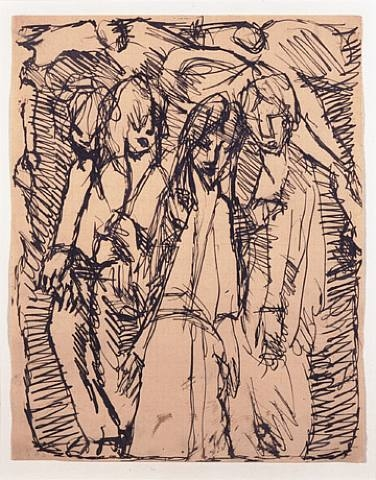
Три персонажа
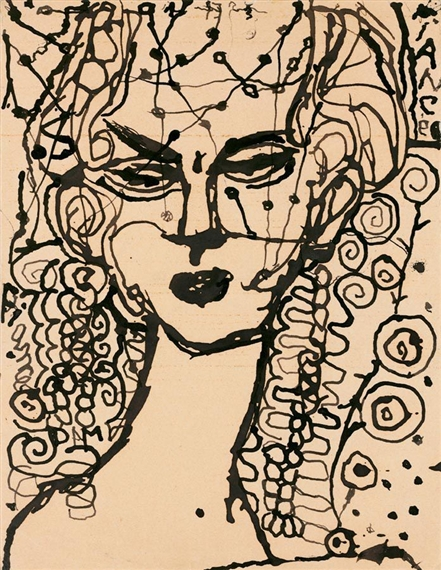
Невеста

## Признание

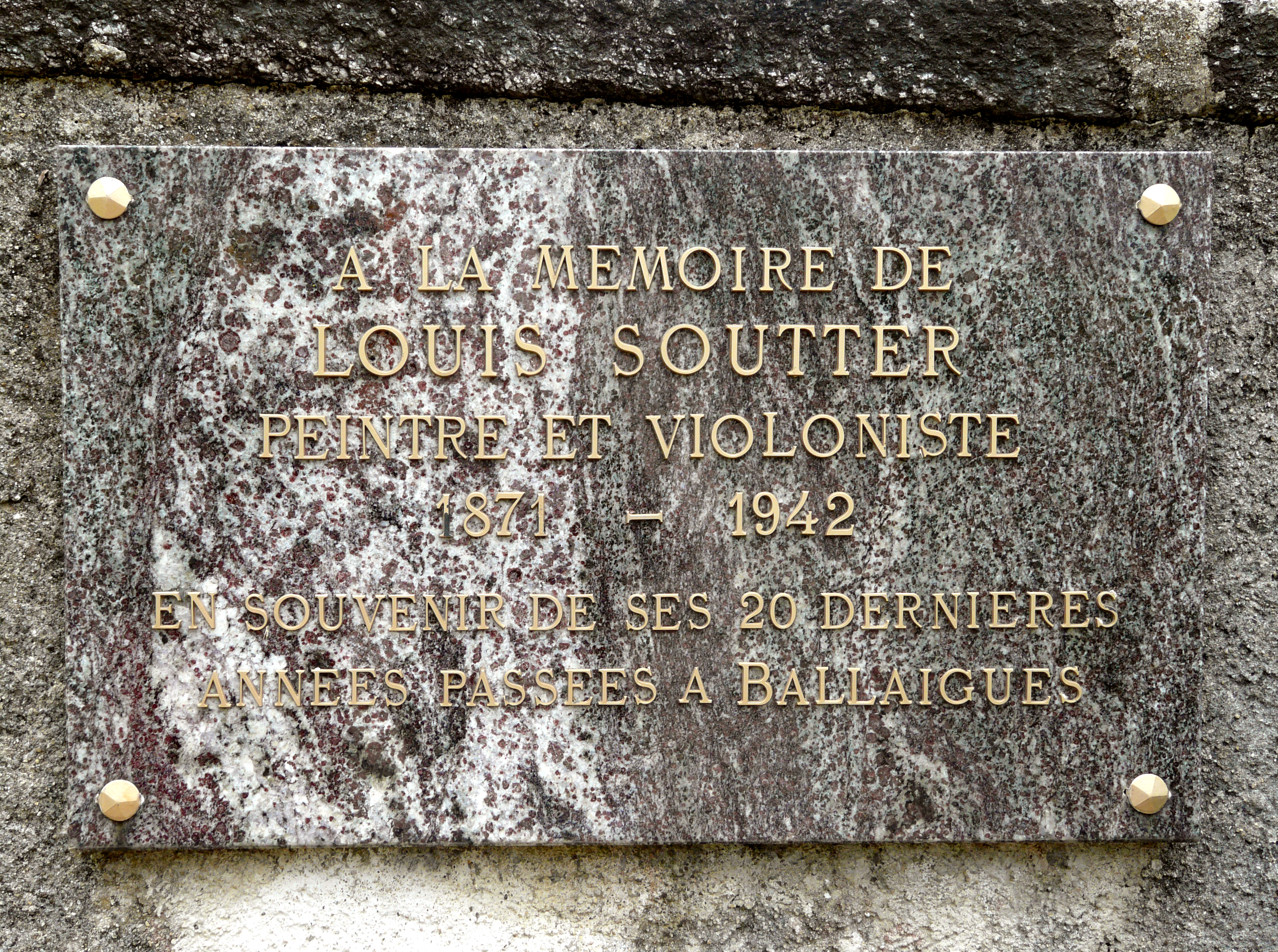
Памятная доска на кладбище в Баллеге

Первая экспозиция живописных работ был устроена при поддержке Ле Корбюзье в 1936 в Хартфорде (Коннектикут, США), затем выставки Суттера прошли в Лозанне (1937) и Нью-Йорке (1939). Наиболее представительное собрание работ Луи Суттера находится сегодня в Базельском художественном музее.
Творчество великого художника повлияло на Арнульфа Райнера, А. Р. Пенка. Живопись и графику Луи Суттера высоко ценили Жан Дюбюффе, Шарль Фердинанд Рамю, Герман Гессе, Игорь Стравинский, Жан Жионо, Жан Старобинский, Валер Новарина и другие. Швейцарский гобоист композитор Хайнц Холлигер посвятил памяти Луи Суттера четырёхчастный скрипичный концерт с оркестром, каждая из частей которого отсылает к работам Суттера разных периодов его творчества.
О жизни и творчестве Луи написан роман швейцарского писателя, его земляка Жана Бийете «В комнате порнографа» (2005). Моноспектакль «Луи Суттер, психоделический бред» в постановке Жака Гарделя был показан в марте-апреле 2006 года в лозаннском театре «2.21».
В родном городе именем художника в 2008 была названа площадь.

## О художнике
- Berger R., Manganel E. Louis Soutter. Lausanne: Mermod, 1961.
- Bader A. Louis Soutter, eine pathographische Studie. Stuttgart: Paul Erchardt Verlag, 1968.
- Thévoz M. Louis Soutter ou l'écriture du désir. Lausanne; Zürich: L’Age d’Homme; Institut suisse pour l'étude de l’art, 1974.
- Mauroux J.-B. Louis Soutter: Peintre visionnaire et proscrit. Genève: Éditions Adversaires; Grounauer, 1975.
- Thévoz M. Catalogue raisonné de l'œuvre de Louis Soutter. Lausanne: l'Âge d’homme, 1976.
- Arnulf Rainer, Louis Soutter, les doigts peignent / Arnulf Rainer, Louis Soutter, die Finger malen: Exposition/ Erika Billeter, ed. Lausanne: Musée cantonal des beaux-arts, 1986.
- Louis Soutter — «L’art commence où finit la vie». Arles: Actes Sud; Musées de Marseille, 1987.
- Thévoz M. Louis Soutter. Montreux: l'Âge d’homme, 1990.
- Louis Soutter: Si le soleil me revenait/ Novarina V., Gauville H., eds. Paris: A.Biro; Centre culturel suisse, 1997.
- Louis Soutter: Crayon, plume & encre de Chine/ Michel Thévoz, Anne-Marie Simond, eds. Lausanne: Ed. du Héron, 2002.
- Louis Soutter 1871—1942/ Mendes Bürgi B., a.o., eds. Stuttgart: Hatje, Kunst- u. Architektur-Verlag, 2002.